# 帕尔哈佐
帕尔哈佐（匈牙利語：Pálháza）是匈牙利包爾紹德-奧包烏伊-曾普倫州的城鎮，位於該國東北部，距離州府米什科爾茨87公里，面積6.75平方公里，2012年人口1,000。

## 外部連結
- 官方网站 （匈牙利文）